# Julius Maada Bio
Julius Maada Bio (* 12. května 1964 Tihun, Sierra Leone) je sierraleonský politik a od roku 2018 také 5. prezident Sierry Leone. Byl krátce hlavou státu v roce 1996.

## Životopis
Julius Maada Bio je 33. z 35 dětí narozených náčelníkovi Charliemu Bio II., který měl devět manželek. Julius Maada Bio začal své základní vzdělání na římskokatolické základní škole v Tihunu. Po ukončení svých raných let v základní škole ho poslali do města Pujehun, aby žil se svou starší sestrou Agnes, která byla učitelkou na základní škole v Pujehunu. Bio absolvoval základní vzdělání na Svaté rodinné škole v Pujehun. Při ukončení svého základního vzdělávání, ho jeho sestra Agnes zapsala na Bo Government Secondary School v městě Bo, což je prominentní internátní škola, kde strávil sedm let. Poté studoval na Vojenské akademii ozbrojených sil v republice Sierra Leone v Benguema, kterou v roce 1987 absolvoval v hodnosti kadetový důstojník ve věku 22 let. V roce 1990 byl poslán do sousední Libérie, kde právě probíhala občanská válka.
O rok později je odvolán do Sierry Leone, aby bojoval proti rebelům z Revoluční sjednocené fronty (RUF). V roce 1992 se stává členem skupiny mladých vojáků v čele s kapitánem Valentinem Strasserem, který svrhl represivní režim Josepha Momoha, obviněného z vytvoření podmínek, které uvrhly zemi do občanská válka (1991-2002) a Valentine Strasser se stává hlavou státu. Později se Julius Maada Bio omluvil za popravu dvaceti lidí v tomto převratu.
Dne 16. ledna 1996 byl Strasser, po téměř čtyřech letech u moci, vyhoštěn v druhém vojenském převratu, ale tentokrát to byli jeho vlastní vojáci, kteří nebyli spokojeni s jeho řešením mírového procesu. Převrat vedl jeho zástupce, brigádní generál Julius Maada Bio, který se poté stal novou hlavou státu. Nová vláda původně pozastavila volby plánované na 26. února 1996, čímž by Sierra Leone obnovila civilní vládu. První svobodné volby se konaly koncem února a Bio předal 29. března 1996 moc nově zvolenému prezidentovi Ahmadu Tejanu Kabbahu.
Po odchodu do důchodu z armády v roce 1996 se Bio přestěhoval do USA, kde získal magisterský titul v mezinárodních věcích z americké univerzity ve Washingtonu DC.
V roce 2005 Bio se oficiálně stal členem politické strany Sierraleonské lidové strany (SLPP). Byl považován za možný kandidát na úřad viceprezidenta v prezidentských volbách roku 2007. V prezidentských volbách v roce 2012 byl kandidátem opoziční strany Sierraleonské lidové strany, ale byl poražen dosavadním prezidentem Ernestem Baiem Koromem, který dostal 58,7 procent hlasů.
V prezidentských volbách, konaných 31. března 2018, získal 51,8 procent a byl zvolen novým prezidentem. Jeho inaugurace se konala 4. dubna 2018 a během svého prvního měsíčního funkčního období se Bio stal prvním prezidentem Sierry Leone, který zavedl bezplatné vzdělávání pro žáky základních a středních škol ve veřejných školách po celé Sierra Leone.
24. června 2023 byl znovuzvolen se ziskem 56,17 % hlasů.